# Trematocephalus
Trematocephalus este un gen de păianjeni din familia Linyphiidae.
Cladograma conform Catalogue of Life:
| Trematocephalus | \| \| Trematocephalus cristatus \| \| \| \| \| \| Trematocephalus obscurus \| \| \| \| \| \| Trematocephalus simplex \| \| \| \| \| \| Trematocephalus tripunctatus \| \| \| \| |
|                 | \| \| Trematocephalus cristatus \| \| \| \| \| \| Trematocephalus obscurus \| \| \| \| \| \| Trematocephalus simplex \| \| \| \| \| \| Trematocephalus tripunctatus \| \| \| \| |
|                 | Trematocephalus cristatus |
|                 | |
|                 | Trematocephalus obscurus |
|                 | |
|                 | Trematocephalus simplex |
|                 | |
|                 | Trematocephalus tripunctatus |
|                 | |